# Karina González Muñoz
Karina González Muñoz (Aguascalientes, 28 marzo 1991) è una modella messicana, vincitrice del concorso di bellezza Nuestra Belleza México 2011, oltre che detentrice del titolo di Reina de la Feria Nacional de San Marcos 2010.
Nell'aprile 2011 ha partecipato al concorso regionale Nuestra Belleza Aguascalientes, venendo scelta a maggio fra le sette candidate in lotta per la corona. Il concorso si è svolto il 20 agosto 2011 presso il Centro Internacional de Convenciones di Puerto Vallarta, ed ha visto la Gonzales trionfare fra le trentaquattro concorrenti al titolo.
In precedenza Karina Gonzales aveva vinto anche la terza edizione del concorso Reina de la Feria Nacional de San Marcos, il 17 aprile 2010, ed era stata incoronata dalla detentrice del titolo uscente Gabriela Palacio.
Come detentrice del titolo di Nuestra Belleza Mexico 2011, Karina González rappresenterà il Messico a Miss Universo 2012.